# Lamborghini Countach
El Lamborghini Countach ( /ˈkuːntɑːʃ/) es un automóvil deportivo producido por el fabricante italiano Lamborghini desde 1974 hasta 1990, con carrocería berlinetta hecha de aluminio y fibra de vidrio, tracción trasera y un motor V12 de gasolina, inicialmente con una cilindrada de 3929 cm³ (3,9 litros) y finalmente de 5167 cm³ (5,2 litros).
El diseño de su carrocería se popularizó por su forma de cuña, e incorpora el concepto de diseño de «cabina avanzada», lo que implica que el habitáculo está adelantado para albergar un motor central-trasero.

## Orígenes

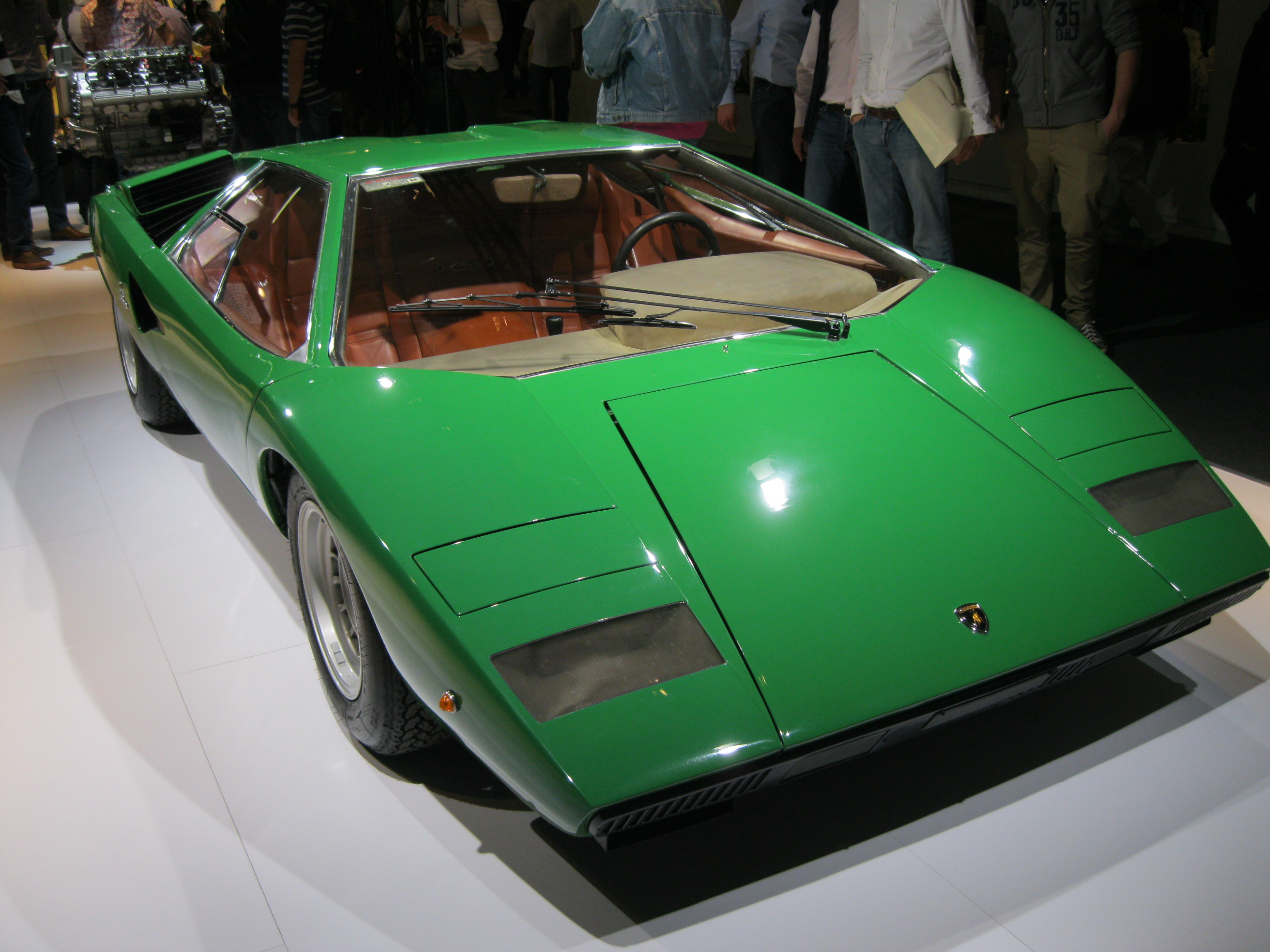
Prototipo LP500 chasis 1120001

La palabra ¡Countach! fue la que exclamó Ferruccio Lamborghini cuando vio por primera vez el prototipo del nuevo deportivo en el que estaban trabajando. En dialecto piamontés, la palabra «Countach» es una exclamación de asombro que generalmente es utilizada por los hombres al ver a una mujer hermosa, un piropo sin traducción literal a otros idiomas. Y con este nombre se bautizó al automóvil, rompiendo la tradición de nombrar a los distintos modelos de Lamborghini con nombres relacionados con el mundo de la tauromaquia.
El primer prototipo del Countach fue diseñado por Marcello Gandini y fue presentado en el Salón del Automóvil de Ginebra de 1971, tres años antes de iniciarse su fabricación, como Lamborghini Countach LP500. El nombre "LP500" hace referencia a su motorización y posición del motor (Longitudinale Posteriore 5000 cc).
El prototipo inicial Countach LP500, pintado en un llamativo color amarillo causó sensación entre los asistentes. En esta primera unidad, el chasis era de tipo monocasco y mostraba una baja y afilada línea en forma de cuña, con unas pequeñas tomas de refrigeración y unas características puertas de tijera.

## Versiones

### LP400

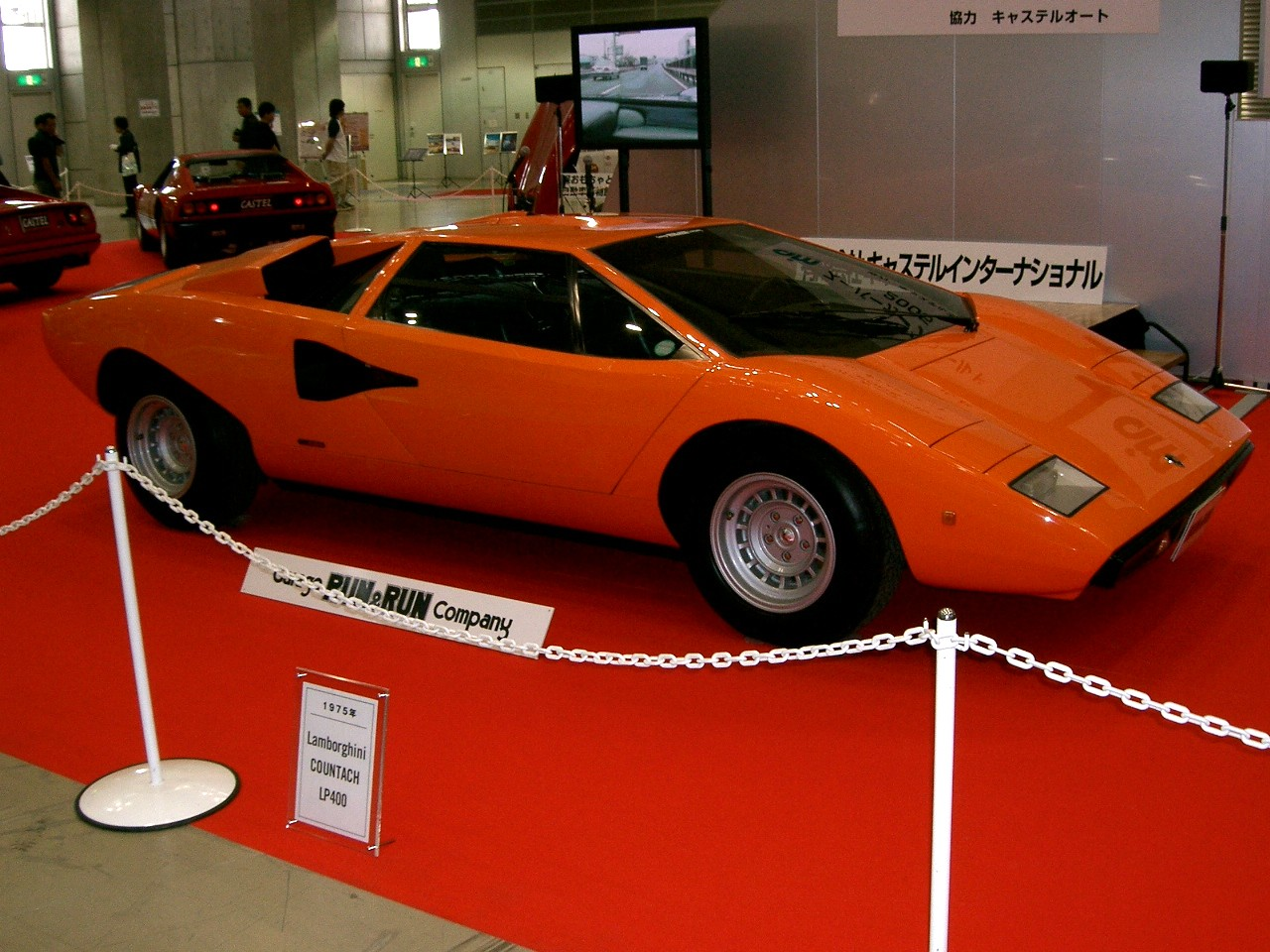
Lamborghini Countach LP400.

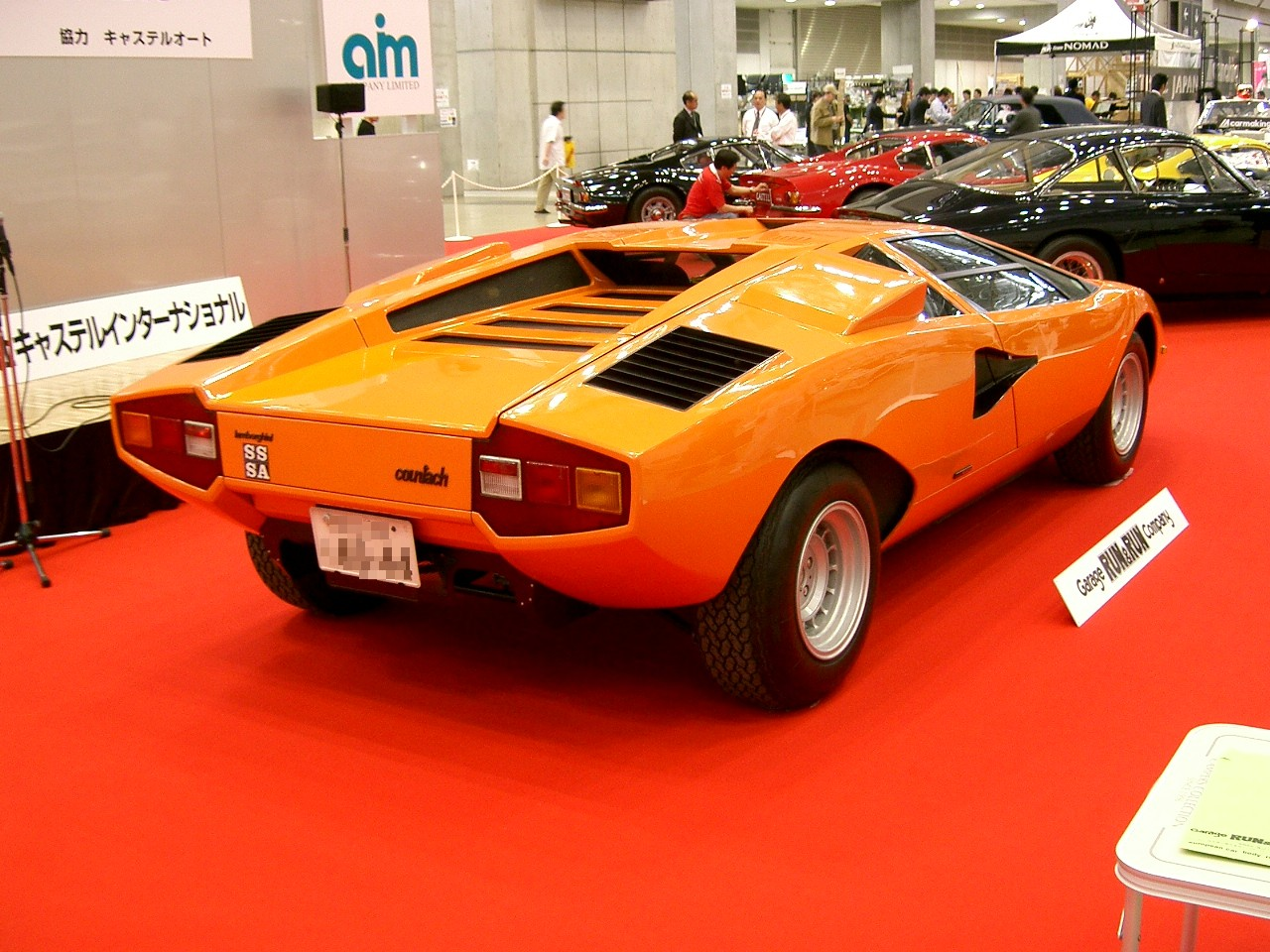
Vista posterior del Countach LP400.

Se necesitaron tres años para que el Countach se convirtiera en un modelo de producción.
El chasis monocasco se sustituyó por uno multitubular, el V12 de cinco litros y 440 CV (434 HP; 324 kW) se quedó finalmente en un V12 naturalmente aspirado enfriado por agua de cuatro litros y 375 CV (370 HP; 276 kW), debido a la fragilidad mecánica del original.
Se introdujeron unas tomas de refrigeración de mayor tamaño, ya que las del diseño original no bastaban para refrigerar suficientemente al motor central y se adoptó un interior más tradicional que el del prototipo presentado en 1971. Había nacido un mito de los coches deportivos: el Lamborghini Countach LP400.
El Countach LP400 tenía un diseño muy moderno y espectacular, anguloso, bajo y ancho, de línea limpia, y con unas llamativas puertas de tijera.
Uno de los admiradores del Countach era el directivo de Chrysler Lee Iacocca, que llegó a declarar: 

"Me gustó tanto el Countach que adquirí directamente la empresa..."

El diseño extremo del Countach también tenía sus inconvenientes, ya que el coche tenía un habitáculo muy pequeño, caluroso y con una visibilidad posterior prácticamente nula debido a la pequeña luneta trasera.
En cuanto a la mecánica, el motor montado en el LP400 provenía directamente de su predecesor el Lamborghini Miura: un V12 de 3929 cm³ (3,9 litros), montado esta vez en posición longitudinal, alimentado por una batería de seis carburadores con doble cuerpo Weber; y con el embrague y el cambio delante del motor para mejorar el reparto de pesos. Era un potente y fiable motor de 375 CV (370 HP; 276 kW), ya que la marca llevaba años usándolo. El modelo 1973 podía alcanzar una velocidad máxima de hasta 309 km/h (192 mph).
Los radiadores se montaban a ambos lados del motor, motivando las características tomas de aire laterales del Countach.
El chasis era multitubular de acero, obteniendo ligereza y resistencia a costa de un mayor coste de producción. Sobre el mismo se montaba la carrocería de paneles de aluminio y fibra de vidrio.

### LP400S

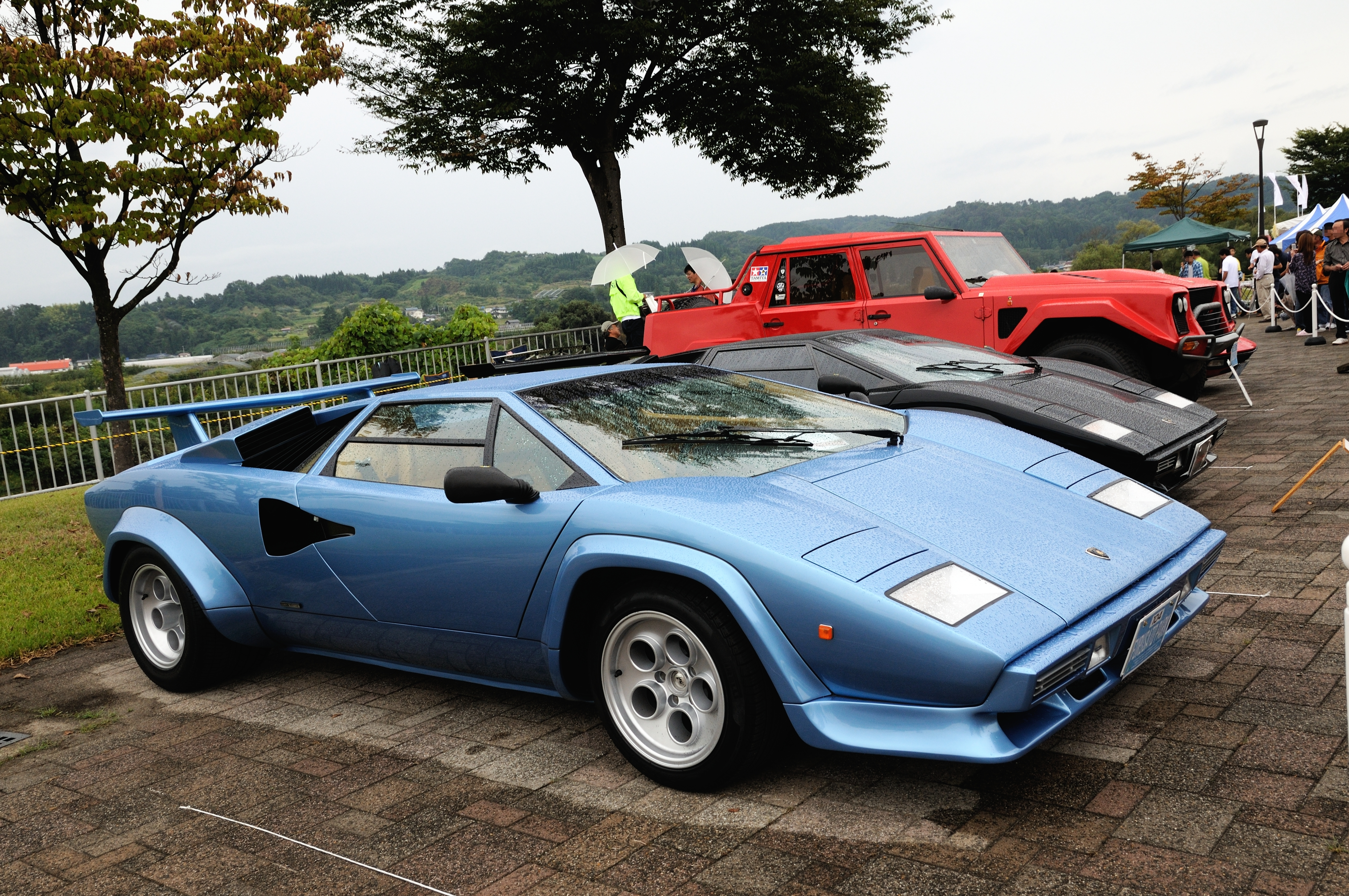
Lamborghini Countach LP400S

En el Salón del Automóvil de Ginebra de 1978 se presentó la segunda versión del Countach: el LP400S.
En cuanto al motor, era el mismo del modelo anterior y la mayoría de los cambios se realizaron en el diseño exterior. Los estrechos neumáticos del LP400 se sustituyeron por unos descomunales Pirelli P7 (en medida 345/35 los traseros) lo que obligó a rediseñar la suspensión y a añadir suplementos de fibra en los pasos de rueda para hacerles sitio.
Se remodeló la instrumentación, el techo se subió 3 cm (1,2 plg) para dejar más espacio para la cabeza y, opcionalmente, se podía montar un espectacular alerón trasero que aumentaba la estabilidad a altas velocidades, aunque empeoraba la penetración aerodinámica. Debido a la mayor resistencia al viento provocada por los nuevos ensanches de la carrocería, alerón trasero y ruedas de gran diámetro, las prestaciones del LP400S eran inferiores a las del LP400.
Serie Uno: Los primeros 50 coches fueron entregados con llantas "Bravo" Campagnolo en 1978 y 1979. Los primeros de 1978 tenían el volante original del LP400, indicadores pequeños Stewart Warner, carburadores de 45 mm (1,8 plg) y una configuración de la suspensión más baja, A la mitad de la producción de 1979, indicadores más grandes fueron empleados. El último en fabricarse es el número 1121100.
Serie Dos: Estos coches son reconocidos por sus llantas de plato cóncavo de acabado suave y continúan con la configuración de la carrocería baja. 105 coches fueron fabricados y el último de estos tiene el número 1121310.
Serie Tres: Se afirma que a partir del chasis número 1121312 en adelante, el espacio disponible dentro el habitáculo aumentó 3 cm (1,2 plg). Estos coches son reconocidos por su configuración de la suspensión elevada. 82 coches fueron fabricados y el último tiene el número 1121468.

#### Apariciones en medios
En la película de comedia de 1981 The Cannonball Run, aparece un modelo de 1980 color negro que es conducido por un par de mujeres atractivas.

### LP500S

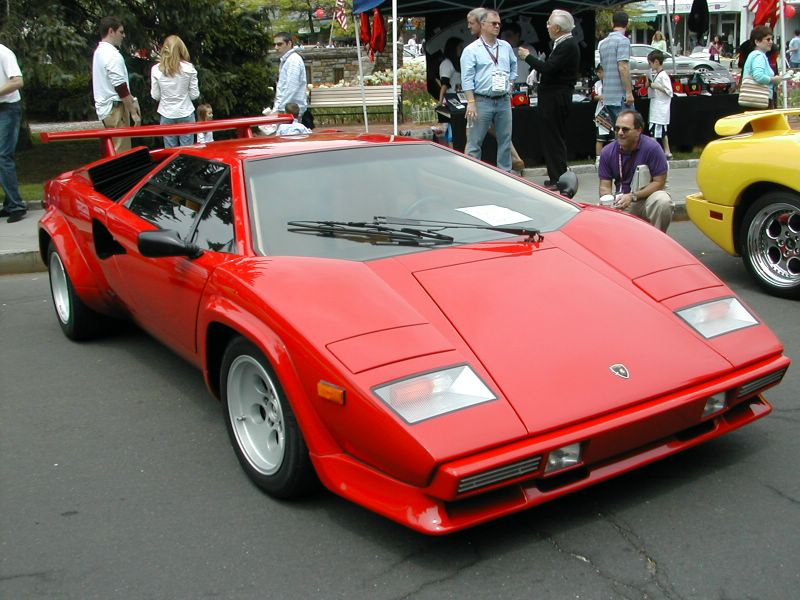
LP500S

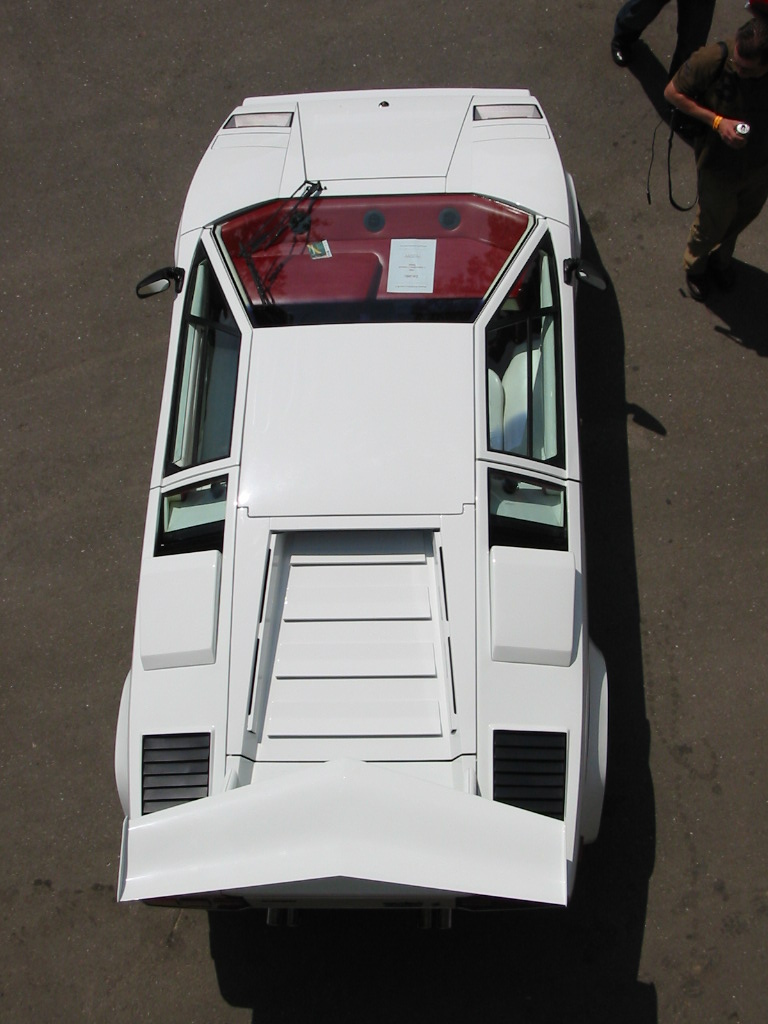
Visto desde arriba, permitiendo apreciar su línea futurista

El primer "nuevo" Countach fue el LP500S; ya que Ferrari había develado su Berlinetta Boxer, el cual era más rápido que Countach LP400S, entonces Lamborghini tenía que hacer algo, por lo que la siguiente versión se denominó Countach LP500S y se presentó en 1982, esta vez los cambios se centraron en el motor, siendo prácticamente inexistentes los cambios externos.
Intentaron una versión con turbocompresor del motor de 4 litros, pero debido a problemas de refrigeración, este proyecto fue abandonado en una etapa temprana. Otra opción fue intentada, pero al final la mejor cosa por hacer era incrementar la cilindrada hasta los 4754 cm³ (4,8 litros), aumentando el diámetro y la carrera de los cilindros, se rediseñó la cámara de combustión, reducir la relación de compresión, árboles de levas mejorados y se aumentó el tamaño de los carburadores Weber. La potencia declarada siguió siendo de 375 CV (370 HP; 276 kW), aunque aumentó considerablemente el par motor. Gracias a la nueva motorización, el Countach recuperó las prestaciones perdidas en el modelo de 1978.
Un cambio menor se hizo en los indicadores de luces laterales, además de la inscripción "500" en el panel trasero. Otro cambio menos visible fue el uso de rines de aluminio OZ, en vez de las de magnesio Campagnolo usadas en los primeros modelos LP400S. Estos rines eran ligeramente más pesados, pero retuvieron el mismo diseño que la edición posterior del LP400S.
El interior tampoco cambió mucho, el forro usado para la parte interior de las puertas se volvió más lujoso con alguna adición de costuras, ya que en el LP400S este panel era una sola pieza de cuero sin ninguna costura en absoluto. También, la cerradura de la guantera fue alterada para remediar un problema con las primeras unidades.
El motor agrandado a 5 litros necesitaba tanto aire fresco como la unidad de 4 litros, así que las tomas detrás de las puertas permanecieron igual. En el Salón del Automóvil de Ginebra de marzo de 1982, el nuevo LP500S fue presentado y el anterior LP400S seguía disponible, pero naturalmente ya no se vendió muy bien. El LP500S era un poco más pesado, alrededor de 290 kg (639 lb), aunque todavía era más rápido que el LP400S. Este "totalmente nuevo" Countach sobrepasó en ventas a su predecesor en solamente dos años.

#### Apariciones en medios
En la película de comedia de 1984 Cannonball Run II, aparece un modelo de 1983 color blanco, aunque en realidad es rojo al remover la pintura con agua a presión. Nuevamente es conducido por un par de mujeres atractivas.

### LP5000 QV

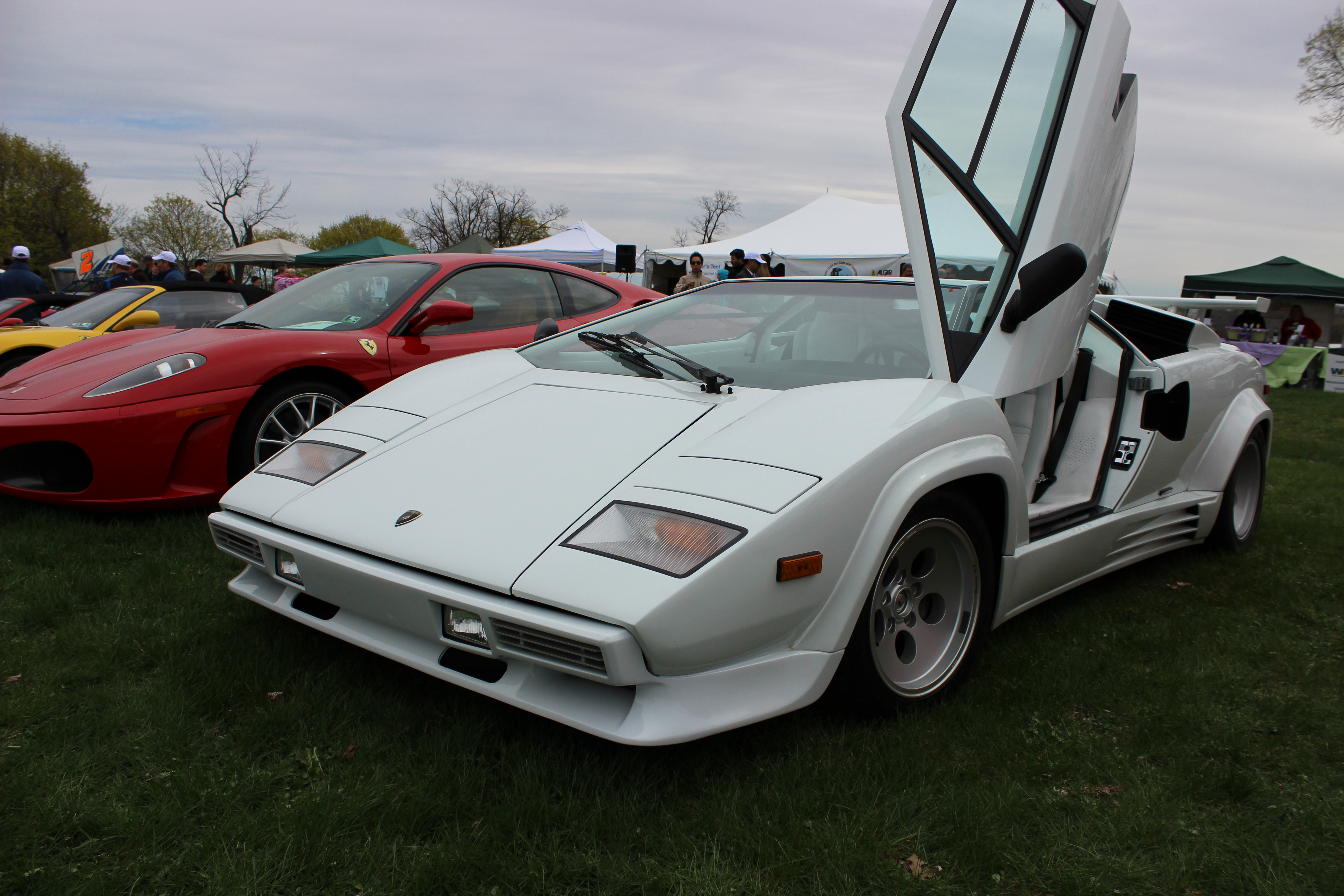
LP5000 QV.

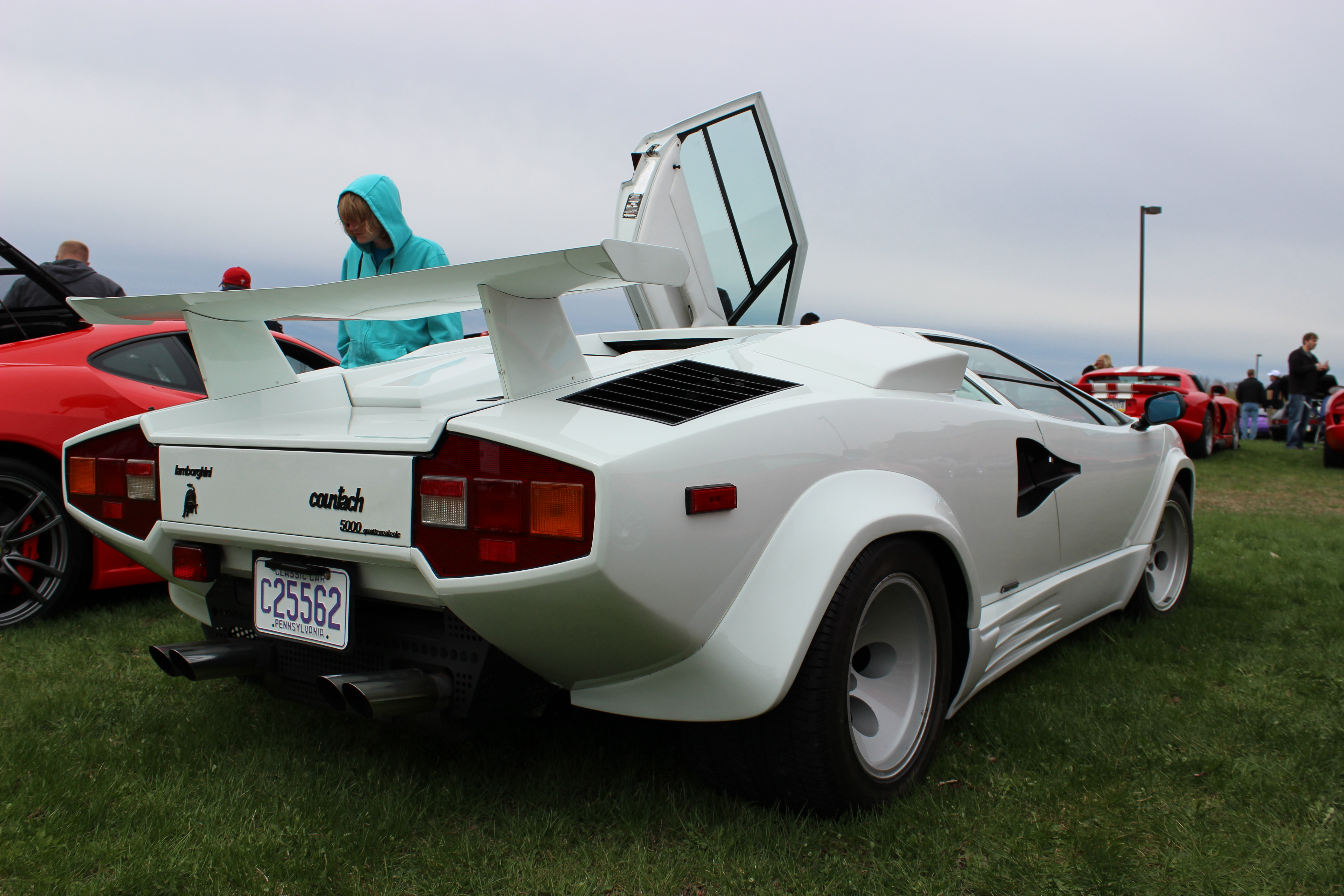
Vista trasera.

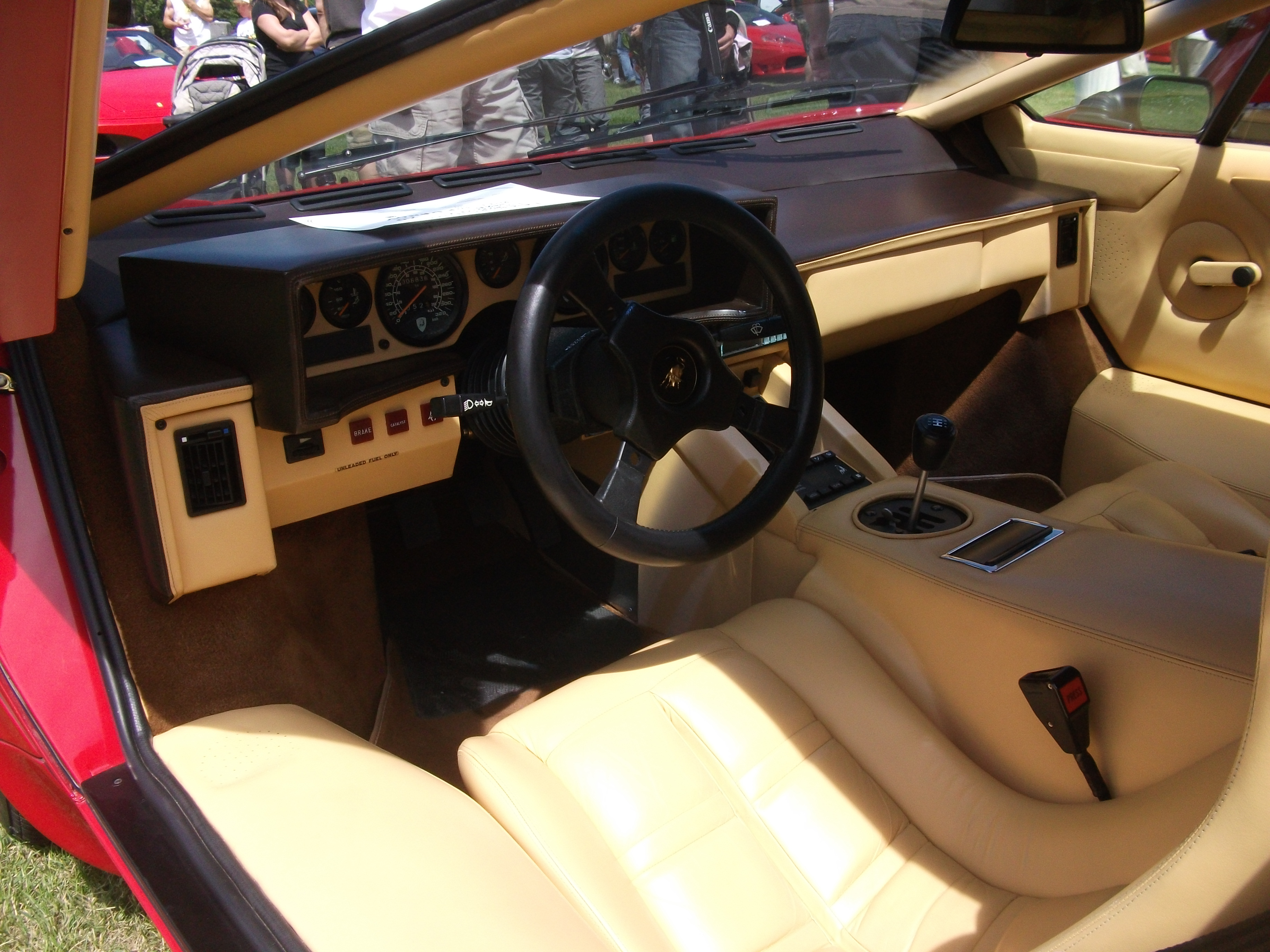
Interior de un modelo 1988.

Ante el desarrollo por parte del máximo rival de Lamborghini, Ferrari, del nuevo Testarossa de 390 CV (385 HP; 287 kW), Lamborghini reaccionó lanzando al mercado en 1985 el nuevo Countach LP500 Quattrovalvole (también conocido como 5000 Quattrovalvole), después de haber sido presentado en el Salón del Automóvil de Ginebra ese mismo año.
Como su nombre lo indica, se aplicaron culatas con cuatro válvulas por cilindro al V12, al tiempo que la cilindrada aumentó de nuevo hasta los 5167 cm³ (5,2 litros) al aumentar la carrera a 75 mm (2,95 plg), la relación de compresión era de 9.5:1 por primera vez y se modificó la posición de los carburadores de laterales a encima de la culata, razón por la cual se le agregó esa joroba de en medio, con lo que la escasa visibilidad trasera quedó prácticamente reducida a cero. Con estas mejoras, la potencia del Countach subió hasta los 455 CV (449 HP; 335 kW), superando así la potencia del Ferrari Testarossa; y todavía al Ferrari 288 GTO de producción limitada con sus 400 CV (395 HP; 294 kW), así que el Countach estaba otra vez en la cima del mundo de los superdeportivos.
Otros cambios fueron las llantas delanteras que se volvieron un poco más grandes y es por eso que la suspensión también fue alterada para que pudieran tener espacio. Las llantas traseras seguían siendo las masivas Pirelli P7 345/35-15, las cuales en realidad fueron creadas especialmente para el Countach, al igual que las pinzas (calipers) de freno de 4 pistones hechos por ATE exclusivamente para este Lamborghini. En el interior nada cambió mucho, solamente el aire acondicionado fue instalado usualmente.
En 1986, el Countach fue nuevamente exportado a los EE. UU. con parachoques especiales instalados al frente y detrás y un nuevo sistema de inyección de combustible Bosch KE-Jetronic fue usado en lugar de los carburadores Weber para cumplir con las demandas de las regulaciones de la DOT y la EPA. La potencia seguía en 420 CV (414 HP; 309 kW) SAE, solamente 8% por debajo del coche con especificaciones europeas, una diferencia que nadie notó en realidad y todavía seguían siendo más que cualquier Ferrari.
El Quattrovalvole recibió pequeños cambios en la carrocería a finales de 1987. Se agregaron nuevos umbrales rayados que incorporan respiraderos de enfriamiento del freno trasero. El interior estaba equipado con controles de calefacción modificados con cierre centralizado y una ventilación mucho mejor. El enorme alerón trasero todavía se podía pedir en el Quattrovalvole y pocos Countach salieron de la fábrica sin uno, pero es completamente inútil. El Countach no sufre de elevación aerodinámica a altas velocidades, por lo que el alerón trasero solamente agrega resistencia, era más caro (todavía era una opción costosa en aproximadamente US $ 5000) y lo más importante, una velocidad máxima más baja.
El Quattrovalvole fue fabricado hasta antes de 1987, por lo que aquellos sin los travesaños y sin el alerón trasero masivo, son los Countach más atractivos de la historia. También es el más poderoso y se dice que así es como debería haber sido el Countach desde el principio. El último Countach, el 25 aniversario, usaba el mismo motor, pero la carrocería era mucho menos agresiva.

#### Apariciones en medios
En el noveno episodio de la segunda temporada de Miami Vice titulado "Bought and Paid For" (Compra al contado), estrenado el 29 de noviembre de 1985, Sonny Crockett interpretado por Don Johnson, persigue a un sospechoso de violación interpretado por Joaquim de Almeida, quien trata de huir conduciendo un LP5000S con especificaciones de Estados Unidos, durante una persecución a alta velocidad a través de las calles de la ciudad.

### Countach 25.º Aniversario

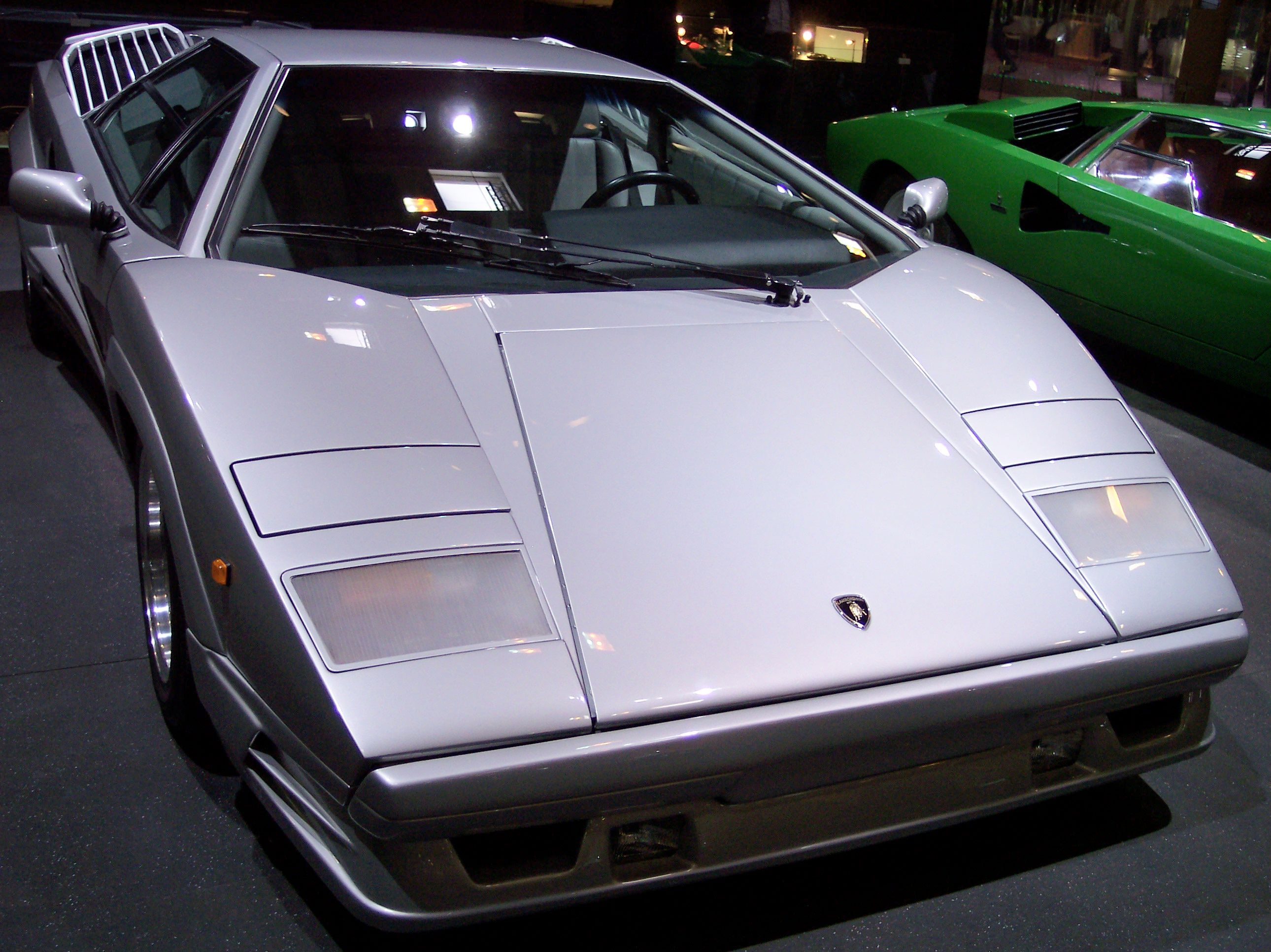
Versión 25.º Aniversario.

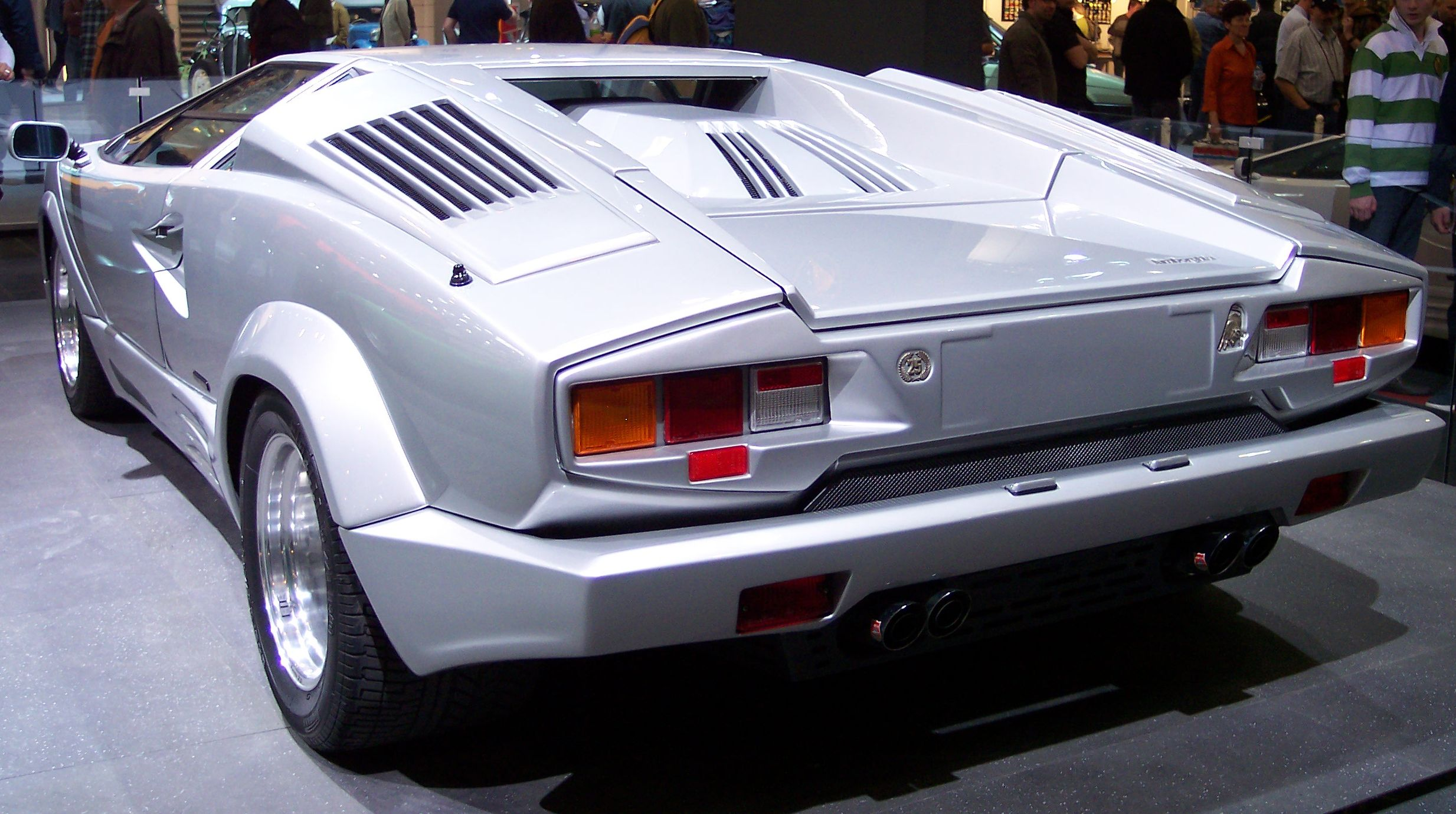
Vista trasera.

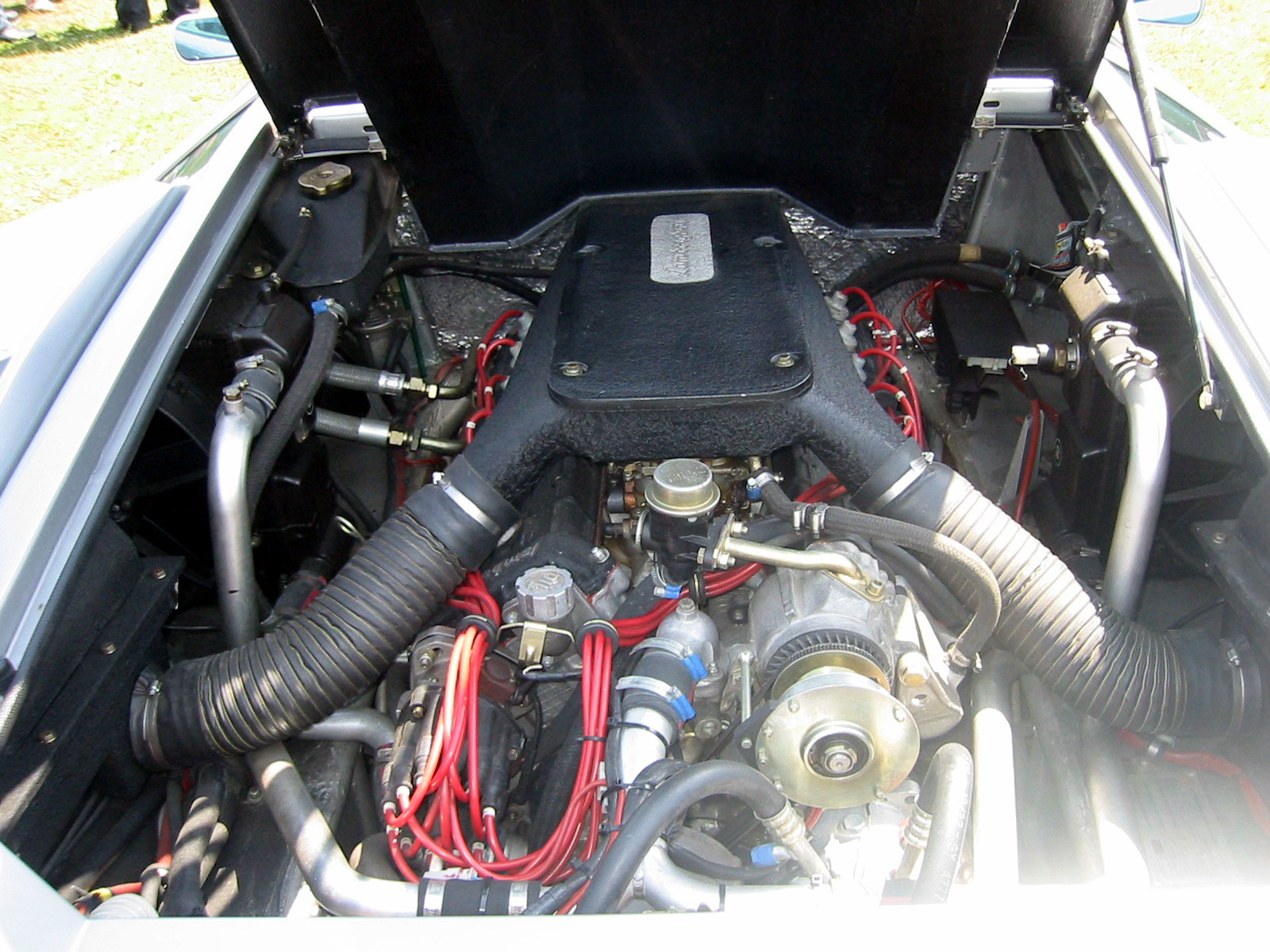
Motor del Lamborghini Countach

La última versión del Countach fue la denominada 25.º Aniversario, producida a partir de 1988 hasta 1990 para celebrar el 25.º aniversario de la marca, siendo el primer Countach presentado desde la toma del control de Lamborghini por parte de Chrysler. Este modelo de "celebración" estaba destinado a ser vendido solamente en números limitados, pero resultó ser el Countach más vendido que se haya fabricado, alcanzando un total de 657 unidades antes de ser reemplazado por el tan esperado Diablo en 1990, que en realidad estaba destinado para conmemorar este aniversario, pero su prototipo todavía no estaba listo para la presentación en 1988, así que decidieron un Countach completamente nuevo para este evento.
El Anniversario era en realidad un "nuevo" Countach y lo rediseñaron tanto como fuese posible, el cual fue realizado por un joven Horacio Pagani, pero tenían que evitar nueva homologación para este modelo, así que la base del Anniversario era el chasis del entonces actual Quattrovalvole.
Los cambios afectaron a los parachoques, con nuevos conductos de ventilación, nuevas llantas forjadas que montaban los nuevos neumáticos Pirelli P Zero, rediseño de las entradas de refrigeración traseras, uso de fibra de carbono en numerosas piezas de la carrocería y rediseño del interior, incluyendo más elementos de confort.
Quedaban unos pocos elementos del QV, el alerón-parachoques delantero fue rediseñado con respiraderos de enfriamiento adicionales para los frenos delanteros; y los travesaños se montaron con rayas de enfriamiento para los frenos traseros como ya se había hecho en los últimos modelos QV de 1988, además, las palas en las aletas traseras se rediseñaron mucho más incorporadas en el desnivel, pero todavía lo suficientemente efectivas como para mantener el motor fresco, que también recibió un nuevo cofre.
La mayoría de estos nuevos paneles y la tapa frontal estaban hechos de materiales compuestos como los utilizados en el prototipo Evoluzione. Las luces traseras se convirtieron en las mismas que en el modelo Quattrovalvole de especificaciones estadounidenses y el diseño de la carrocería tenía incorporado un parachoques trasero, eliminando los parachoques negros poco estéticos utilizados en los mismos autos con especificaciones estadounidenses. Sin embargo, los parachoques delanteros masivos se conservaron en los automóviles que iban a los Estados Unidos, pero estaban pintados del mismo color de la carrocería.
El marco espacial también se mantuvo, pero la suspensión tuvo que modificarse ligeramente debido a los nuevos neumáticos Pirelli P Zero que reemplazan a los viejos P7R, montados en rines OZ de varias piezas rediseñadas. Estas modificaciones que fueron ejecutadas bajo la guía del piloto campeón Sandro Munari, hicieron que el Anniversario fuera más estable y seguro, completamente diferente del Countach "normal".
También se rediseñó el interior, los asientos se ensancharon y ofrecían ajustes eléctricos, tanto del asiento como del respaldo y se modificó el diseño de los paneles de las puertas. Las ventanas laterales funcionaban con electricidad y el aire acondicionado volvió a ser un problema estándar. Una opción interesante era la posibilidad de montar asientos deportivos, incluso más delgados que los asientos originales, ganando espacio muy necesario tanto para el conductor como para el pasajero, aunque permaneció un poco claustrofóbico por dentro.
Todas estas modificaciones hicieron que se viera menos violento, el Anniversario no conmocionaría a nadie como lo haría el QV, pero con esta última evolución del superdeportivo italiano, se podría conducir todos los días, incluso en la ciudad.
El último Anniversario fue el número 12.085, que se terminó en un exterior plateado metálico con un interior gris claro. Este Countach final nunca se vendió porque estaba destinado a colocarse en el museo oficial de la fábrica en Sant'Agata, al lado del 350 GTV, que fue restaurado anteriormente.
En realidad, nadie sabe cuántos Countach se han fabricado, pero esta leyenda estuvo en producción durante 17 años y siempre permaneció en la cima del mercado de los superdeportivos.
En cuanto al motor, era el mismo V12 de 5167 cm³ (5,2 L; 315,3 plg³) y 455 CV (449 HP; 335 kW) del Quattrovalvole, en el cual fueron sustituidos los carburadores por un sistema de inyección mecánica Bosch KE-Jetronic para el mercado norteamericano, lo que "dulcificó" el carácter del Countach.

#### Apariciones en medios
En la película El lobo de Wall Street, Jordan Belfort (personaje interpretado por Leonardo DiCaprio) va intoxicado en un modelo 1989 color blanco, el cual termina chocando.

## Auto de seguridad de la F1
Entre 1980 y 1983, la Fórmula 1 utilizó el Countach como su auto de seguridad durante el Gran Premio de Mónaco.

## Producción
La producción del Countach finalizó en 1990 y todavía goza de un reconocimiento masivo por los aficionados al motor, siendo sustituido por el Lamborghini Diablo que, a fin de cuentas, no es más que la evolución del Countach, manteniendo gran parte de su diseño.
En total salieron de la fábrica de Sant'Agata Bolognese:
- Un prototipo LP500;
- 150 LP400;[21]
- 235 LP400S;[22]
- 323 LP500S;[11]
- 610 5000 QV;[5] y
- 657 25.º Aniversario;[23]

Como se puede observar, la producción aumentó enormemente en los últimos años debido a la inclusión de la marca en el Grupo Chrysler.

## Reconocimientos mejorados 2019
En 2004, Sports Car Internacional nombró al Countach número tres en su lista de los Mejores automóviles deportivos de la década de 1970 y fue catalogado como número diez en su lista de Mejores automóviles deportivos de la década de 1980.

## Especificaciones
| Modelos                         | LP400                                                                | LP400S                                                               | LP500S                                                               | LP5000 QV                                                                                     | 25.º Anniversario                                                                             |
| ------------------------------- | -------------------------------------------------------------------- | -------------------------------------------------------------------- | -------------------------------------------------------------------- | --------------------------------------------------------------------------------------------- | --------------------------------------------------------------------------------------------- |
| Distribución                    | DOHC con 2 válvulas por cilindro (24 en total) accionadas por cadena | DOHC con 2 válvulas por cilindro (24 en total) accionadas por cadena | DOHC con 2 válvulas por cilindro (24 en total) accionadas por cadena | DOHC con 4 válvulas por cilindro (48 en total) accionadas por cadena                          | DOHC con 4 válvulas por cilindro (48 en total) accionadas por cadena                          |
| Cilindrada                      | 3929 cm³ (3,9 L)                                                     | 3929 cm³ (3,9 L)                                                     | 4754 cm³ (4,8 L)                                                     | 5167 cm³ (5,2 L)                                                                              | 5167 cm³ (5,2 L)                                                                              |
| Diámetro x carrera              | 82 mm (3,23 plg) × 62 mm (2,44 plg)                                  | 82 mm (3,23 plg) × 62 mm (2,44 plg)                                  | 85,5 mm (3,37 plg) × 69 mm (2,72 plg)                                | 85,5 mm (3,37 plg) × 75 mm (2,95 plg)                                                         | 85,5 mm (3,37 plg) × 75 mm (2,95 plg)                                                         |
| Alimentación                    | 6 carburadores con doble cuerpo Weber 45 DCOE                        | 6 carburadores con doble cuerpo Weber 45 DCOE                        | 6 carburadores con doble cuerpo Weber 45 DCOE                        | 6 carburadores con doble cuerpo Weber 44 DCNF; o inyección Bosch KE-Jetronic (Estados Unidos) | 6 carburadores con doble cuerpo Weber 44 DCNF; o inyección Bosch KE-Jetronic (Estados Unidos) |
| Relación de compresión          | 10,5:1                                                               | 10,5:1                                                               | 9,2:1                                                                | 9,9:1                                                                                         | 9,5:1                                                                                         |
| Potencia máxima                 | 375 CV (370 HP; 276 kW) a las 8.000 rpm                              | 375 CV (370 HP; 276 kW) a las 8.000 rpm                              | 380 CV (375 HP; 279 kW) a las 7.000 rpm                              | 455 CV (449 HP; 335 kW) a las 7.000 rpm                                                       | 455 CV (449 HP; 335 kW) a las 7.000 rpm                                                       |
| Par máximo                      | 37,5 kg·m (368 N·m; 271 lb·pie) a las 5.500 rpm                      | 36,8 kg·m (361 N·m; 266 lb·pie) a las 5.000 rpm                      | 41,8 kg·m (410 N·m; 302 lb·pie) a las 4.500 rpm                      | 51 kg·m (500 N·m; 369 lb·pie) a las 5.200 rpm                                                 | 51 kg·m (500 N·m; 369 lb·pie) a las 5.200 rpm                                                 |
| Peso en vacío                   | 1065 kg (2348 lb)                                                    | 1200 kg (2646 lb)                                                    | 1490 kg (3285 lb)                                                    | 1490 kg (3285 lb)                                                                             | 1490 kg (3285 lb)                                                                             |
| Velocidad máxima                | 309 km/h (192 mph)                                                   | 292 km/h (181 mph)                                                   | 300 km/h (186 mph)                                                   | 293 km/h (182 mph)                                                                            | 295 km/h (183 mph)                                                                            |
| Aceleración 0-100 km/h (62 mph) | 5,6 segundos.                                                        | 5,9 segundos.                                                        | 5,6 segundos.                                                        | 4,9 segundos.                                                                                 | 5,0 segundos.                                                                                 |

## Countach LPI 800-4
Cincuenta años después de su presentación en el Salón del Automóvil de Ginebra, vuelve a ser protagonista con una serie limitada híbrida que conmemora el diseño visionario que revolucionó el panorama de los superdeportivos modernos, sentando las bases del patrimonio de la firma: el nuevo Countach LPI 800-4, inspirado en el pasado, pero con visión de futuro.

### Exterior
Presenta proporciones estilo futurista. El concepto que hay detrás de su silueta que ha inspirado a generaciones de superdeportivos, reaparece en esta versión conmemorativa limitada a solamente 112 unidades.
Las icónicas puertas de tijera, cuyo nuevo diseño reinterpreta sus formas con un corte todavía más limpio, lo hacen inmediatamente reconocible, al tiempo que lo proyectan al futuro. Para preservar su ADN único, se han creado exclusivas configuraciones, como los colores sólidos heritage Giallo Countach e Impact White o los colores contemporary, principalmente metálicos, como el Viola Pasífae y el Blu Uranus.

### Interior
El habitáculo bajo y de líneas rectas, se funde con las líneas futuristas del exterior, ofreciendo un nuevo diseño que amplifica la sensación de encontrarse a bordo de un coche del futuro. La exclusiva variedad de configuraciones monocolor, bicolor y en fibra de carbono, consigue preservar el estilo esencial y no convencional. El lenguaje de las formas se repite en cada elemento con el lujo de la artesanía italiana y la tecnología de vanguardia.

### Motor
Presenta la misma motorización híbrida del Sián FKP 37 y el Sián Roadster, de un motor térmico de 780 CV (769 HP; 574 kW), con las mismas prestaciones los V12 naturalmente aspirados de la marca. La innovadora arquitectura ligera híbrida con un supercondensador y un motor eléctrico de 34 CV (25 kW), pesa apenas 34 kg (75 libras) y una relación peso a potencia en la parte eléctrica de 1 kg/CV. La potencia combinada alcanza los 814 CV (803 HP; 599 kW), permitiéndole alcanzar una velocidad punta de más de 350 km/h (217 mph). La tecnología de los supercondensadores es capaz de almacenar una cantidad de energía diez veces superior respecto a la de una batería de ion de litio.

### Cuatro ruedas directrices
La combinación entre el sistema activo de dirección Lamborghini Dynamic Steering (LDS) y el trasero Lamborghini Rear-wheel Steering (LRS), le permite ofrecer unas prestaciones dinámicas de máximo nivel, mejorando la agilidad a bajas velocidades y garantizando el control de estabilidad a altas velocidades, ya que el sistema LDS se adapta a la velocidad y al modo de conducción seleccionado, pasando de una dirección directa a una más indirecta; por su parte, el sistema LRS gestiona el eje de dirección trasero mediante dos actuadores electromecánicos, resultando en una experiencia de conducción única.

### Cuatro ruedas motrices
Presenta un sistema de tracción total optimizado para trabajar de forma específica con todos los nuevos sistemas activos, junto con el Rear-wheel Steering. En situaciones de escasa adherencia, este innovador sistema es capaz de asegurar unas elevadas prestaciones, apoyándose también en los neumáticos Pirelli P Zero. La distribución del par entre el eje delantero y el trasero varía de forma dinámica en función del modo de conducción seleccionado y de las condiciones de la carretera.

### Suspensión activa
Los amortiguadores delanteros y traseros magnetoreológicos con sistema "pushrod", son capaces de adaptar el comportamiento de las suspensiones a las condiciones de la carretera y al modo de conducción seleccionado. Además de compensar el balanceo y los movimientos de carrocería no deseados, ha sido desarrollado para trabajar conjuntamente con el sistema Rear-wheel Steering, asegurando una respuesta perfecta en cualquier situación.
| Alimentación                                  | Inyección multipunto, naturalmente aspirado                                                                         |
| Diámetro x carrera                            | 95 x 76,4 mm (3,74 x 3,01 pulgadas)                                                                                 |
| Relación de compresión                        | 11.8:1 |
| Potencia máxima                               | 780 CV (769 HP; 574 kW) @ 8500 rpm (gasolina) 34 CV (25,0 kW) (eléctrico) 814 CV (803 HP; 599 kW) (total combinado) |
| Par máximo                                    | 720 N·m (531 lb·pie) @ 6750 rpm (gasolina) 35 N·m (26 lb·pie) (eléctrico) 755 N·m (557 lb·pie) (total combinado)    |
| Sistema de lubricación                        | Cárter seco |
| Diferencial                                   | Autoblocante Haldex gen. IV                                                                                         |
| Aceleración 0-200 km/h (0-124 mph)            | 8.6 segundos |
| Distancia de frenado de 100-0 km/h (62-0 mph) | 30 m (98,4 pies) |
| Distribución de peso                          | 43% delantera y 57% trasera                                                                                         |
| Línea roja                                    | 8700 rpm |
| Capacidad del tanque de combustible           | 70 litros (18,5 galAm)                                                                                              |
| Embrague                                      | De platos dobles en seco de 235 mm (9,3 plg)                                                                        |
| Control de emisiones                          | Convertidor catalítico con sonda lambda                                                                             |

| 1.ª   | 2.ª   | 3.ª  | 4.ª   | 5.ª   | 6.ª   | 7.ª   | Reversa | Final                      |
| ----- | ----- | ---- | ----- | ----- | ----- | ----- | ------- | -------------------------- |
| 3.909 | 2.438 | 1.98 | 1.458 | 1.185 | 0.967 | 0.844 | 2.929   | 2.867 (del.) 3.273 (tras.) |